# Ariel (tvättmedel)

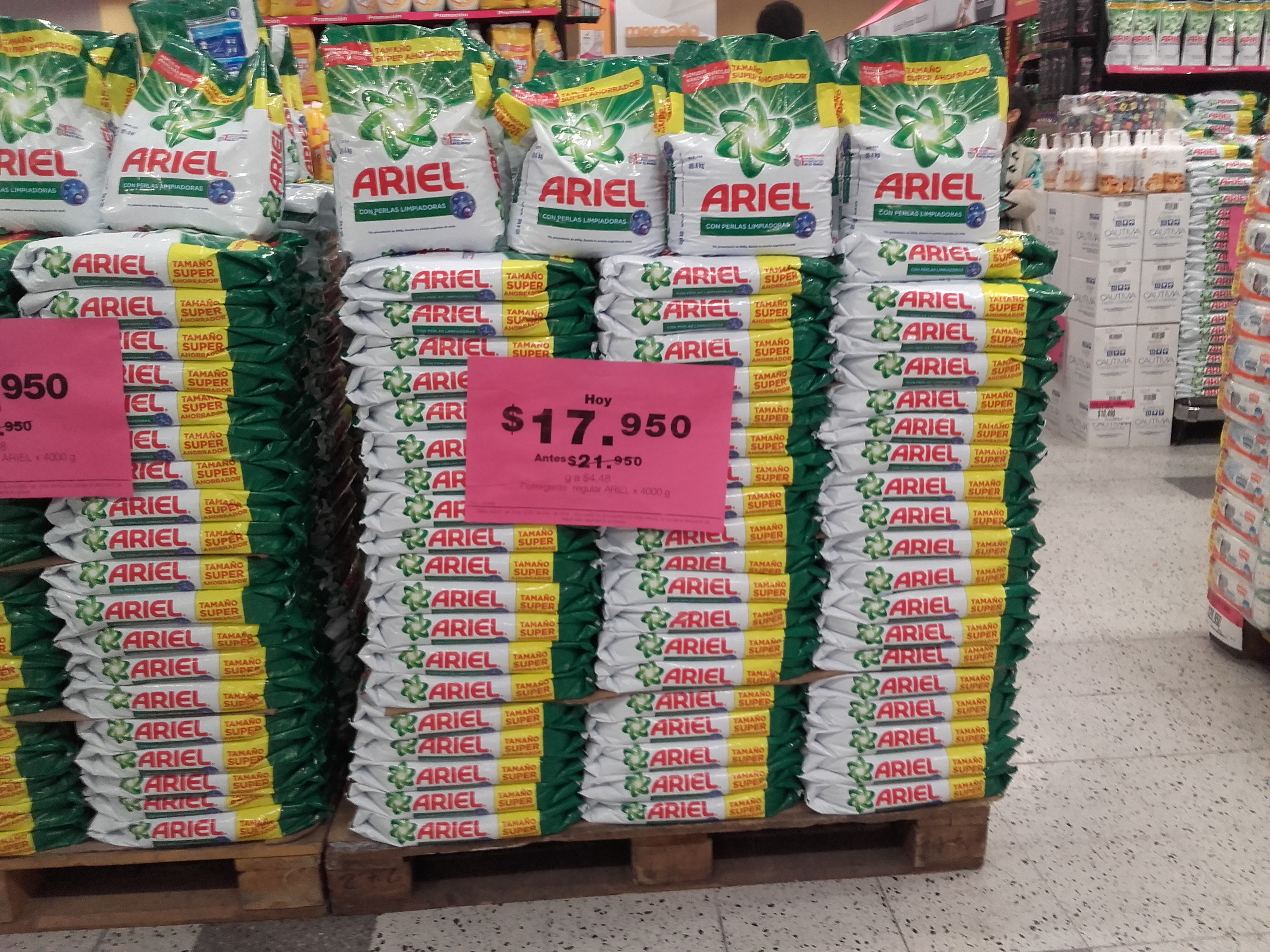
Ariel i en butik.

Ariel är ett varumärke för tvättmedel och liknande produkter som produceras av det amerikanska multinationella företaget Procter & Gamble Co. Ariels tvättmedel lanserades globalt 1967 som vittvättmedel. Färgtvättmedlet Ariel color lanserades först 1992.